# Ulosa
Ulosa is een geslacht van sponsdieren uit de klasse van de Demospongiae (gewone sponzen).

## Soorten
- Ulosa ada (de Laubenfels, 1954)
- Ulosa angulosa (Lamarck, 1814)
- Ulosa capblancensis van Soest, Beglinger & De Voogd, 2012
- Ulosa elongata (Lamarck, 1814)
- Ulosa incrustans (Burton, 1930)
- Ulosa jullieni (Topsent, 1892)
- Ulosa longimycalostylifera Mothes, Hajdu, Lerner & van Soest, 2004
- Ulosa monticulosa (Verrill, 1907)
- Ulosa pacifica van Soest, Kaiser & Van Syoc, 2011
- Ulosa plana Cuartas, 1995
- Ulosa rhoda de Laubenfels, 1957
- Ulosa scariola (Lamarck, 1814)
- Ulosa spongia de Laubenfels, 1954
- Ulosa stuposa (Esper, 1794)
- Ulosa tenellula Pulitzer-Finali, 1983
- Ulosa tubulata Pulitzer-Finali, 1983